# Келишка лазурова
Келишка лазурова (Calypogeia azurea) — вид печіночників родини келишкових (Calypogeiaceae).

## Поширення
Батьківщиною є Європа, Азія, Північна Америка.
Печіночник, що уникає вапна, мешкає у свіжих і вологих або мокрих місцях: суглинних ґрунтах, перегнійних, болотистих місцях, рідше — гнилій деревині. Поклади в Європі знаходяться переважно в гірських районах і в горах.

## Характеристика

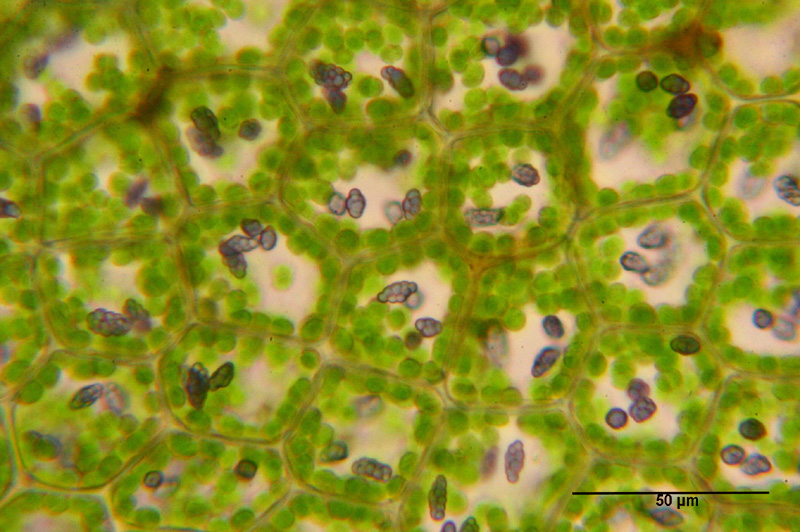
Клітини бокового листка з синіми масляними тільцями

Утворює розпростерті синьо-зелені галявинки, окремі пагони якого до 4 мм завширшки і до 5 см завдовжки. Бічні листки трохи ширші за довжину, найширші при основі, зазвичай з тупою верхівкою або, рідше, коротко двозубчасті. Шестикутні пластинкові клітини бічних листків мають ширину від 30 до 45 мкм і довжину від 35 до 65 мкм і містять від 3 до 7 синіх масляних тілець. Нижні листки, розділені на 1/2 або 3/4 на 2 частки, трохи ширші або приблизно вдвічі ширші за стебло.